# Baranowice (powiat górowski)
Baranowice – wieś w Polsce położona w województwie dolnośląskim, w powiecie górowskim, w gminie Wąsosz.

## Podział administracyjny
W latach 1975–1998 miejscowość należała administracyjnie do województwa leszczyńskiego.

## Nazwa
W księdze łacińskiej Liber fundationis episcopatus Vratislaviensis (pol. Księga uposażeń biskupstwa wrocławskiego) spisanej za czasów biskupa Henryka z Wierzbna w latach 1295–1305 miejscowość wymieniona jest w staropolskiej formie Baranowo.